# Arsenal de la démocratie

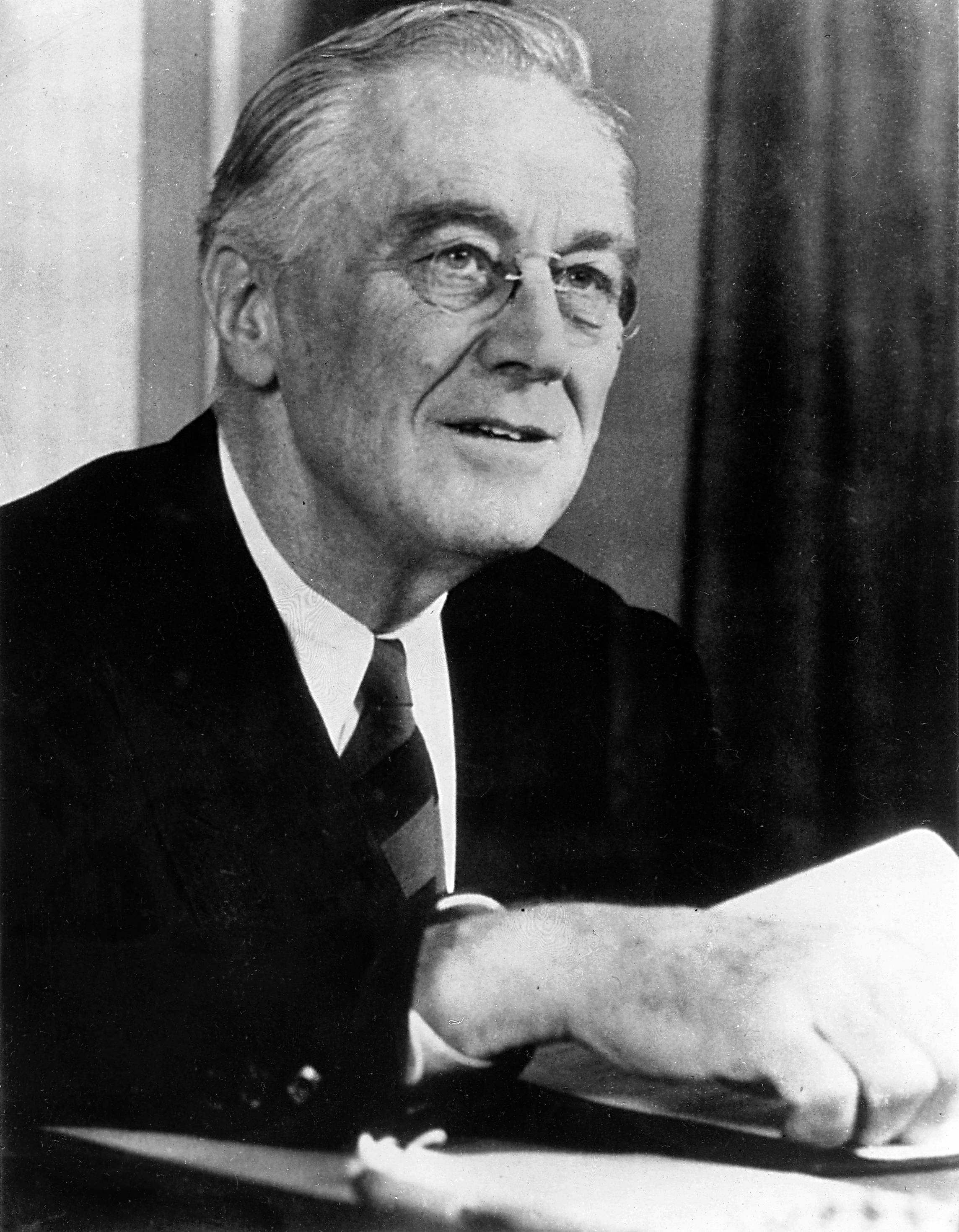
Le président des États-Unis Franklin D. Roosevelt faisant un discours.

L’arsenal de la démocratie était un slogan utilisé par le président américain Franklin D. Roosevelt, dans une émission de radio diffusée le 29 décembre 1940. Roosevelt promit d'aider le Royaume-Uni à lutter contre l'Allemagne nazie en lui donnant des fournitures militaires tandis que les États-Unis restaient en dehors des combats. L’annonce fut faite un an avant l'attaque de Pearl Harbor, à un moment où l'Allemagne occupait une grande partie de l'Europe et menaçait la Grande-Bretagne.
L'Allemagne qui était alliée avec l'Italie et le Japon (les puissances de l’Axe), signa un traité de non-agression avec l'Union soviétique dans le cadre du pacte Molotov-Ribbentrop.  Les deux puissances avaient ensuite conjointement envahi la Pologne en 1939 conformément à leur accord, qui resta en vigueur jusqu'à l'invasion allemande de l'Union soviétique en 1941.
Le discours de Roosevelt était « un appel à armer à soutenir » les Alliés en Europe, et dans une moindre mesure la Chine, dans leur guerre totale contre l'Allemagne, l'Italie et le Japon. « Le grand arsenal de la démocratie » faisait spécifiquement référence à l’Amérique et à sa machine industrielle, en tant que principal fournisseur militaire de l'effort de guerre des Alliés.
L’« arsenal de la démocratie » ne renvoie pas à une seule ville, mais à l’effort collectif de l'industrie américaine pour supporter les Alliés. Ces efforts eurent tendance à se concentrer dans les centres industriels établis, dont Chicago, Cleveland, Detroit, New York, Philadelphie et Pittsburgh, mais aussi beaucoup dans d'autres villes à travers le pays. Pittsburgh fabriqua plus d'acier pour les Alliés que n'importe quel autre centre de production d'acier dans le monde, représentant plus d'un cinquième de ce qui fut produit dans le monde entier,. Au cours de cette période, Ford dirigea la Ford Motor Company pour construire une nouvelle et vaste usine construite à cet effet à Willow Run (en) près de Detroit, dans le Michigan. L’usine Ford de Willow Run sortit de terre au printemps de 1941, et le premier bombardier B-24 "Liberator" sortit de la ligne de production en octobre 1942. Willow Run disposait de la plus grande ligne d'assemblage au monde (330 000 m²) et, à son apogée, l'usine produisait 650 bombardiers B-24 Liberator par mois en 1944, soit un bombardier B-24 sortant de la ligne de fabrication toutes les 58 minutes. Ford produisit un total de 9 000 B-24, soit à peu près la moitié des 18 000 B-24 construits pour les forces alliées dans le monde entier. 
En outre, Ford comme d'autres constructeurs automobiles suspendirent temporairement la fabrication de voitures afin de produire des chars, des avions, et d'autres machines liées à la guerre. L'usine de char de l’arsenal de Detroit produisit 25 % de l'ensemble de la production américaine de char.

## Les origines de l'expression
En 1918, le directeur de Doubleday Herbert S. Houston analysait la Première Guerre mondiale avec un article intitulé « Blocking New Wars ». Il écrivait que les entreprises américaines étaient les « protectrices de la démocratie », tandis que la liberté de la presse américaine était « l'une des armes les plus efficaces dans l'arsenal de la démocratie ».
Le concept de l'Amérique comme un réel arsenal provenait du dramaturge américain Robert Emmet Sherwood, qui fut cité, le 12 mai 1940, dans le New York Times, affirmant que « ce pays est déjà, en fait, un arsenal pour les Alliés démocratiques ». Bien que l'économiste français Jean Monnet avait utilisé l'expression plus tard en 1940, il a fut prié de ne pas l'utiliser à nouveau ainsi Roosevelt pourrait en faire usage dans ses discours. Franklin Roosevelt est depuis crédité de la phrase. L'expression fut suggérée par le principal conseiller de Roosevelt, Harry Hopkins. Cependant, une autre possibilité serait que Roosevelt ait emprunté l'expression au directeur exécutif de l'automobile de Détroit William S. Knudsen, qui fut mandaté par Roosevelt pour diriger les efforts de production de matériel de guerre des États-Unis.

## Synopsis
Une grande partie de la fin du discours tentait de supprimer un sentiment de complaisance. Roosevelt dépeignit clairement la situation, et souligna ensuite les failles dans cet argument. Il mentionna que « Certains d'entre nous aiment à croire que, même si la Grande-Bretagne tombe, nous sommes toujours en sécurité, en raison de la vaste étendue de l'Atlantique et du Pacifique ». Il réfuta cela en disant que la technologie moderne avait réduit les distances à travers ces océans, permettant même à des « avions d’aller des îles Britanniques en Nouvelle-Angleterre et d’y retourner sans ravitaillement ».
Après avoir établi le danger, le président demanda au peuple d’agir. Il reconnut un télégramme qu'il avait reçu. Il réfuta son message, qu'il résuma ainsi « S'il vous plaît, monsieur le président, ne nous faite pas peur en nous disant les faits ». Le fait central qu’il pensait que les Américains devaient comprendre était que « si la Grande-Bretagne tomb[ait], les puissances de l'Axe contrôler[aient] les continents d'Europe, d'Asie, d’Afrique, d'Australasie et la haute mer, et qu’ils ser[aient] en mesure d'apporter d’énorme ressources militaires et navales contre cet hémisphère ».
Il continua ensuite en décrivant la situation en Europe, ponctuant ses propos avec des avertissements sur la façon dont les nazis utiliseraient les mêmes tactiques dans l'hémisphère occidental, et en donnant des images vives telles que « le sort de ces nations [occupées par la force par les Nazis] nous raconte ce que cela signifie de vivre à la pointe du fusil nazi ». Roosevelt attaqua la politique britannique d’apaisement d'avant-guerre, la qualifiant d’inefficace et statua que lister les exemples antérieurs des pays européens était futile.
La seule solution était d'aider la Grande-Bretagne (« le fer de lance de la résistance de la conquête du monde ») alors que c’était encore possible.
Bien que ne s'étant pas explicitement engagé à rester en dehors de la guerre, il déclara que « notre politique nationale n'est pas dirigée vers la guerre », et fit valoir qu’aider la Grande-Bretagne maintenant n’éviterait pas aux Américains d'avoir à se battre, en affirmant : « Vous pouvez, par conséquent, considérer que l'envoi de troupes en Europe est un mensonge délibéré ». L'Europe ne « nous demande pas de combattre pour eux. Ils nous demandent des fournitures de guerre, des avions, des chars, des canons, des cargos qui leur permettront de se battre pour leur liberté et pour notre sécurité. Avec enthousiasme, nous devons leur fournir ces armes, leur fournir en quantité suffisante et assez rapidement, de sorte que nos enfants et nous seront sauvés de l'agonie et de la souffrance de la guerre que d'autres ont eu à endurer ».
Il exhorta à changer, tout en soulignant qu’une guerre ouverte ne ferait pas de mal au pays : « La force de cette nation ne doit pas être diluée par l'échec du gouvernement à protéger le bien-être économique de ses citoyens ». Il se concentra sur ce thème de la « coopération magnifique entre le gouvernement et l'industrie et le travail » pendant plusieurs paragraphes, expliquant comment le travail américain aurait un impact dans les zones de combat, et nota l'importance que la fabrication des armes et des véhicules dût être forte.
Il mit en garde contre les conflits du travail, en disant : « La nation attend que nos industries de défense continuent à fonctionner sans être interrompues par des grèves ou des lock-outs. Elle attend et insiste pour que les dirigeants et les travailleurs concilient leurs différences par des moyens volontaires ou légaux. "
Roosevelt souligna que ce n'était pas le gouvernement américain, mais le peuple américain qui avaient le pouvoir de changer le cours de la guerre. C'est là qu'il utilisa l'expression « arsenal de la démocratie » : « Nous devons être le grand arsenal de la démocratie. Pour nous, c'est une urgence aussi grave que la guerre elle-même. Nous devons nous appliquer à notre tâche avec la même résolution, la même sentiment d'urgence, le même esprit de patriotisme et de sacrifice que nous montrerions si nous étions en guerre ». Enfin, il rassura le peuple américain en affirmant qu’il « cro[yait] que les puissances de l'Axe n’[allaient] pas gagner cette guerre ».

## Impact
Le discours reflétait l'approche américaine vis-à-vis de l'entrée dans la Seconde Guerre mondiale. Il marqua le déclin de la doctrine isolationniste et non-interventionniste qui avait dominé la politique étrangère des États-Unis entre les deux guerres, depuis la participation des États-Unis dans la Première Guerre mondiale. À l'époque, alors que la Marine des États-Unis apparaissait solide et avait été largement structurée pour garantir l'hémisphère occidental d’une invasion, il n'y avait que 458 365 militaires en service actif (hors Garde côtière), 259 028 dans l'armée de terre, 160 997 dans la marine et 28 345 dans le Corps des Marines. L'année suivante, ce nombre avait presque quadruplé, avec un total de 1 801 101 militaires 1 462 315 dans l'armée de terre, 284 437 dans la marine et 54 359 dans le Corps des Marines.
Les politiques antérieures telles que les lois sur la neutralité avaient déjà commencé à être remplacées par une aide renforcée aux Alliés, dont la politique du Cash and Carry de 1939 et l’accord base contre destroyers en septembre 1940. Le programme de prêt-bail débuta en mars 1941, plusieurs mois après le discours sur l'« arsenal de la démocratie ». Après l'attaque japonaise sur Pearl Harbor en décembre 1941 moins d'un an après le discours sur l'« arsenal de la démocratie », les États-Unis entrèrent en guerre.

## Les industriels de l'armement aux États-Unis
Les dépenses consacrée à la production militaire furent ventilée à 32 % pour les avions, 14,8 % pour les navires, 25,6 % pour l’artillerie (armes, munitions et véhicules militaires), de 4,9 % pour l'électronique, et les 22,7 % restants pour les carburants, les vêtements, les matériaux de construction, et de la nourriture. À noter que les coûts de production diminuèrent de façon constante, le même article coûtait beaucoup moins cher à produire en 1945 qu'en 1942.
Les grands donneurs d'ordre militaire des États-Unis sont énumérés ci-dessous dans l'ordre décroissants de la valeur totale des fournitures de guerre produites de juin 1940 à septembre 1944. Ces grandes entreprises produisirent de nombreux éléments différents, les compagnies d'aviation assemblèrent des pièces fabriquées par des milliers d'entreprises.
- 1 - General Motors, camions, pièces d'avions
- 2 - Curtiss-Wright, moteurs d'avions
- 3 - Ford Motor Company, camions, avions
- 4 - Convair, avions
- 5 - Douglas Aircraft Company, avions
- 6 - United Aircraft, pièces d'avions
- 7 - Bethlehem Steel, pièces d'avions
- 8 - Chrysler, chars
- 9 - General Electric, pièces électriques, moteurs
- 10 - Lockheed Corporation, avions
- 11 - North American Aviation, avions
- 12 - Boeing, avions
- 13 - AT&T Corporation, téléphones
- 14 - Glenn L. Martin Company, avions
- 15 - DuPont, chemicals, ammunition, pièces de la bombe atomique
- 16 - U.S. Steel, acier
- 17 - Bendix Aviation, pièces d'avions
- 18 - Packard, moteurs d'avions
- 19 - Sperry Corporation, électronique
- 20 - Kaiser Shipyards, navires
- 21 - Westinghouse Electric Company, pièces détachées
- 22 - Grumman, avions
- 23 - Newport News Shipbuilding, navires
- 24 - Republic Aviation, avions
- 25 - Bell Aircraft, avions
- 26 - Vigor Shipyards, navires
- 27 - Nash-Kelvinator, pièces détachées
- 28 - Studebaker, camions
- 29 - Consolidated Steel Corporation, acier
- 30 - Goodyear Tire and Rubber Company, pneus
- 31 - Esso, essence et lubrifiant
- 32 - Avco, pièces d'avions
- 33 - International Harvester, camions
- 34 - American Locomotive Company, chars
- 35 - Western Cartridge Company, munitions
- 36 - American Car and Foundry Company, chars
- 37 - United States Rubber Company, pièces en caoutchouc
- 38 - Continental Motors, Inc., pièces d'avions
- 39 - Sunoco, essence et lubrifiant
- 40 - Baldwin Locomotive Works, chars
- 41 - Pressed Steel Car Company, chars
- 42 - Permanente Metals, bombes incendiaires
- 43 - RCA, radios
- 44 - Caterpillar Inc., chars
- 45 - Allis-Chalmers, pièces détachées